# Ross-Orogen
Das Ross-Orogen war ein Falten- und Überschiebungsorogen am damaligen Ostrand Ostantarktikas. Die orogene Phase erstreckt sich etwa von 580 bis 480 Millionen Jahren vor heute (abgekürzt mya) und steht im Zusammenhang mit dem Zerfall des Superkontinents Rodinia und der Bildung Gondwanas, insbesondere Ostgondwanas. Es entstand einer der größten Gebirgszüge im späten Neoproterozoikum bis zum Phanerozoikum mit einer Länge von ca. 3.500 Kilometern. Infolge lang andauernder Erosionen mit Abtragungen bildeten sich oft flache, undeformierte Rumpfflächen bzw. Ebenen, auf denen sich mächtige Sedimentpakete ablagerten, die z. B. die Beacon Supergroup bildeten.
Man geht davon aus, dass die magmatische Geochemie, die Deformationsmuster und die Sedimentationsgeschichte das Ergebnis von Konvergenzen zwischen paläopazifischen ozeanischen und antarktischen kontinentalen Lithosphärenplatten sind. Beweise in den metamorphen Bereichen reflektieren 60 bis 100 Millionen Jahre anhaltende Kontinentalplattensubduktionen, die charakterisiert sind durch Akkretionen und Verdickungen der kontinentalen Erdkruste, Inselbogenbildungen sowie seewärtiges Wachstum eines Plattenrand-Akkretionssystems.
Das Ross-Orogen bildet das Grundgebirge des heutigen Transantarktischen Gebirges, welches sich ab 65 mya entwickelte und große Gebiete des erodierten Ross-Orogens überdeckt.

## Lage und Erstreckung

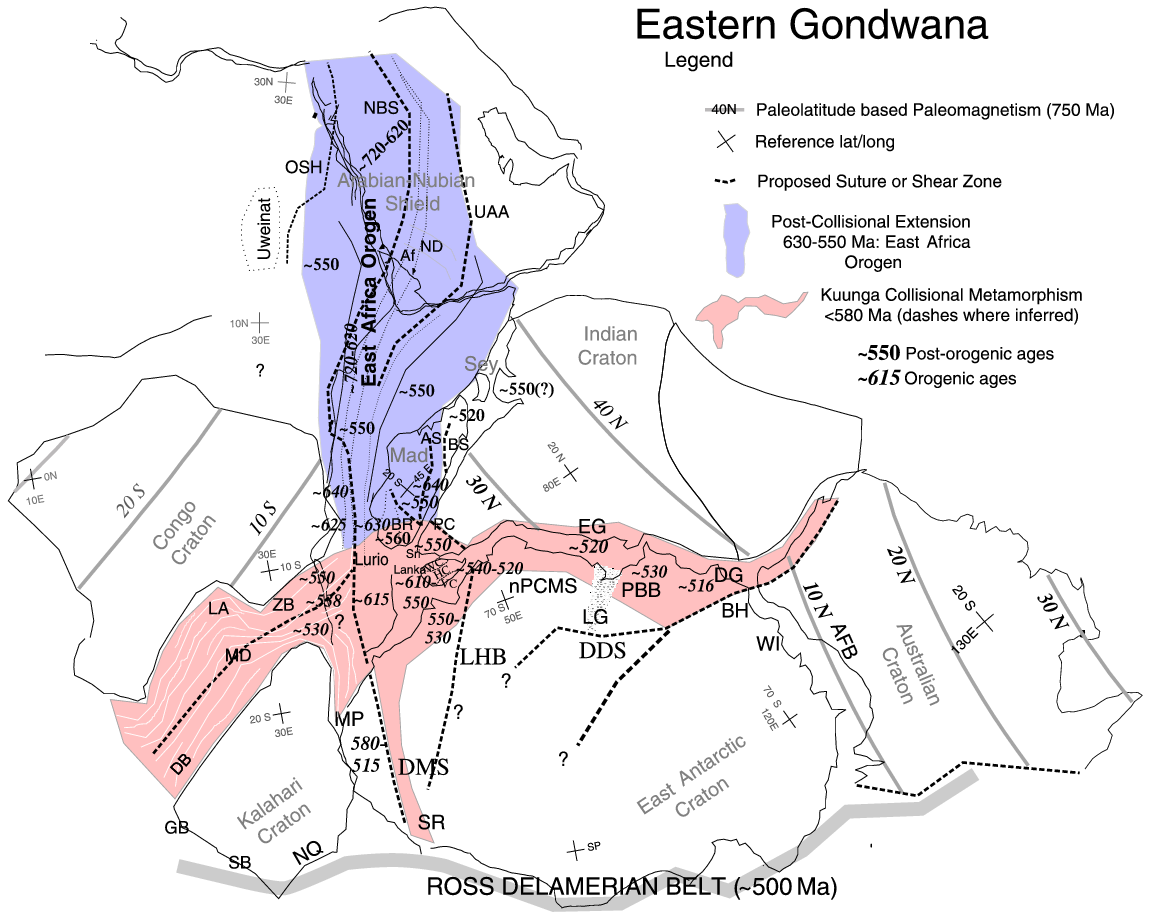
Plattentektonische Anordnung Ostgondwanas um 500 mya mit Verlauf der Ross- und Delameria-Orogene
Darstellung der heutigen Lage und Geographie Antarktikas mit dem Verlauf des Transantarktischen Gebirges.
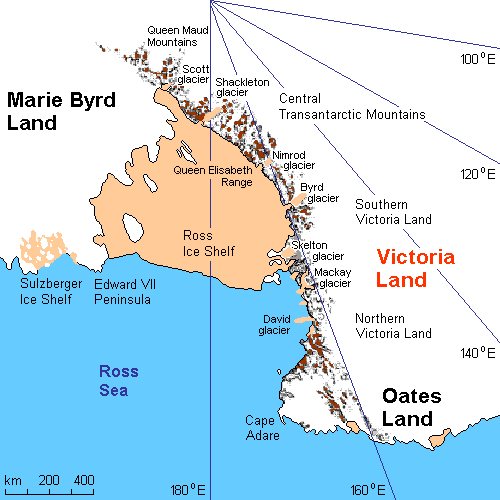
Lage von Viktorialand
Karte von Queen Elizabeth Land
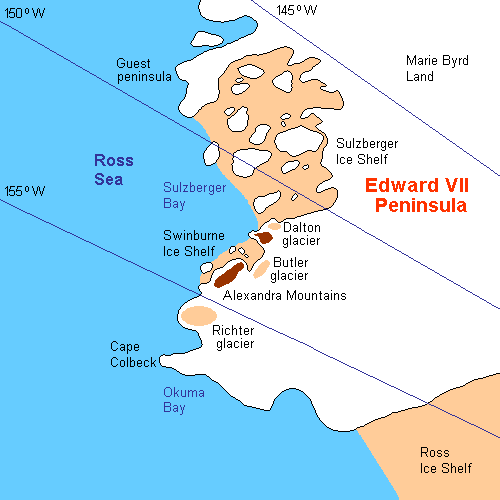
Karte der Edward-VII-Halbinsel
Lage vom Marie-Byrd-Land

Das ca. 3.500 Kilometer lange Ross-Orogen bildete sich am seinerzeitigen Ostrand Ostgondwanas. In der heutigen Geographie Ostantarktikas erstreckt es sich vom nördlichen Viktorialand am Rossmeer bis zu den Pensacola Mountains im Queen Elizabeth Land am Weddell-Meer. Ebenfalls diesem Gebirgszug zugehörig ist die Edward-VII-Halbinsel im westlichsten Marie-Byrd-Land. Damit entspricht es dem Verlauf des Transantarktischen Gebirges, das jedoch erst ab 65 mya auf dem Grundgebirge des Ross-Orogens entstand.

## Erdgeschichtlicher Rahmen

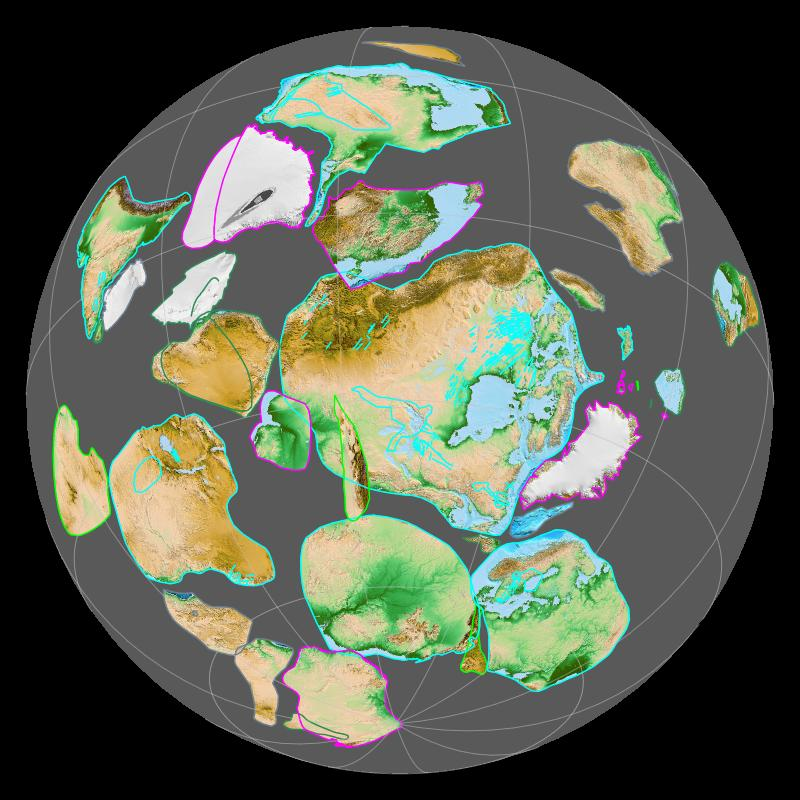
Mutmaßliche paläogeographische Rekonstruktion Rodinias um 900 mya
Lage des Kaapvaal-Kratons im heutigen Südlichen Afrika
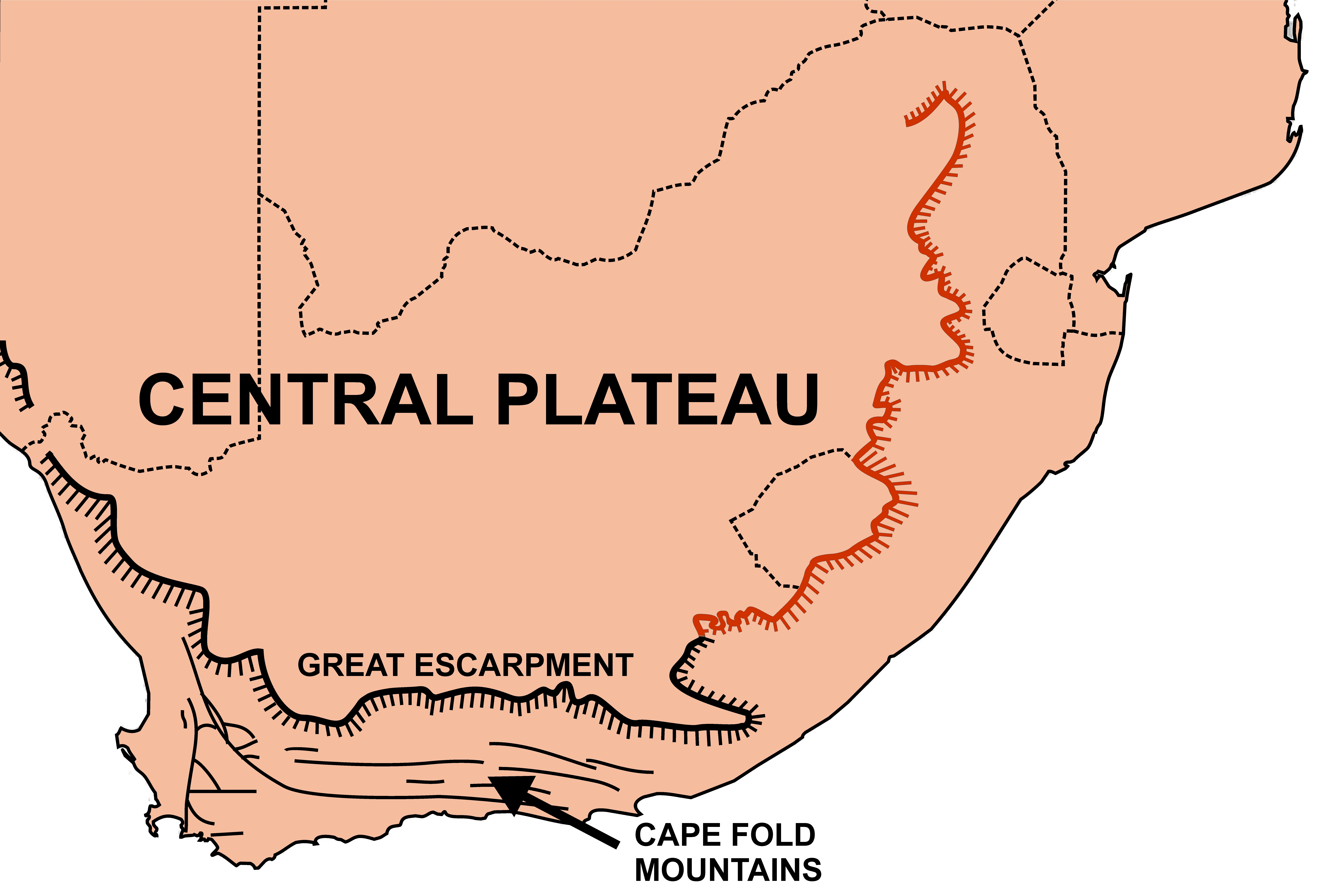
Lage des Kap-Faltengürtel (engl.: Cape Fold Belt) im Südlichen Afrika

Während des Zerfalls von Rodinia verursachte ein Superplume ab 750 mya Grabenbrüche in Form einer Triple Junction (Tripelpunkt) zwischen Laurentia und der seinerzeit zusammenhängenden Kontinentalmasse von Proto-Ostantarktika und Proto-Australien einerseits sowie zwischen Proto-Ostantarktika und dem Proto-Kalahari-Kraton (Kaapvaal-Kraton) andererseits. Um 720 mya hatte sich die ostantarktisch-australische Kontinentalplatte vollends separiert. Der Panthalassa, auch als Paläo-Pazifik bezeichnet, begann sich zu öffnen. Ab 600 mya führten Subduktionen von Ozeanen bzw. Meeren zu Kollisionen von zuvor separierten Kontinentalplatten und zur Formierung Gondwanas.
Die westwärts beginnende Subduktion der Ozeanischen Erdkruste des Panthalassa unter den östlichen Rand Gondwanas erzeugte das Terra Australis-Orogen. Es erstreckte sich vom nördlichen Proto-Australien über Proto-Ostantarktika, Proto-Südafrika bis zum Proto-Südamerika mit einer Länge ca. 18.000 Kilometern und einer Breite bis zu ca. 1.600 Kilometern. Der australische Abschnitt wird als Delamerian-Orogen bezeichnet, an dem sich das ostantarktische Ross-Orogen anschloss (siehe auch → Periphere Orogenesen in Ostgondwana). Im Südlichen Afrika bildete sich der Kap-Faltengürtel (engl.: Cape Fold Belt) aus.

### Grundgebirge

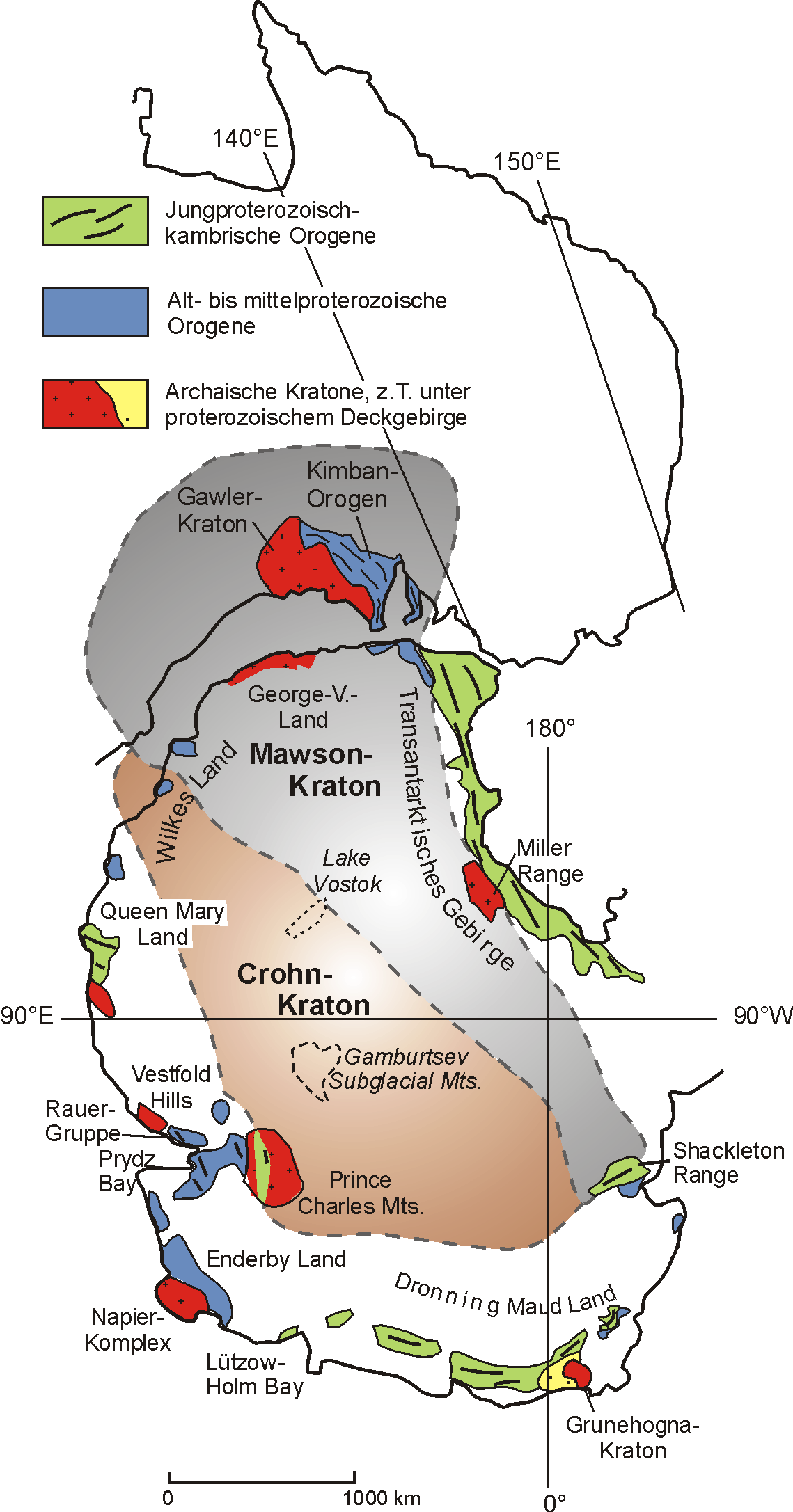
Rekonstruktion des Mawson-Kratons mit seinen Anteilen in Südaustralien und Ostantarktika

Das Ross-Orogen basiert auf einem archaischen bis proterozoischen mehrfach deformierten und metamorph überprägten kratonisierten Grundgebirge. Dieses ist aufgeschlossen in der Miller Range und der Geologists Range im zentralen Bereich des Transantarktischen Gebirges (Einzelheiten siehe Tektonische Einheiten im mittleren Transantarktischen Gebirge). Es wird dem ostantarktischen Abschnitt des Mawson-Kratons zugeordnet.

### Tektonische Situation und zeitlicher Rahmen
Die geodynamische Entwicklung der Ross-Orogenese umfasst eine lang andauernde Abfolge von mehreren Prozessen, die sich mindestens über den Zeitraum 580 bis 480 mya erstrecken.

#### Tektonische Situation
Während des neoproterozoischen Auseinanderbrechens Rodinias bildete sich ein vorherrschendes Dehnungsregime entlang des paläopazifischen passiven Kontinentalrandes der gemeinsamen Lithosphärenplatte von Proto-Ostantarktis mit Proto-Australien aus. Sie hatten ihre Ursache in der Übertragung von tektonisch bedingten Spannungen in der kontinentalen Erdkruste auf die Außenflanken des Kontinents. Verbunden damit waren ein passives Absinken der Randbereiche und Ausformung von Sedimentbecken.

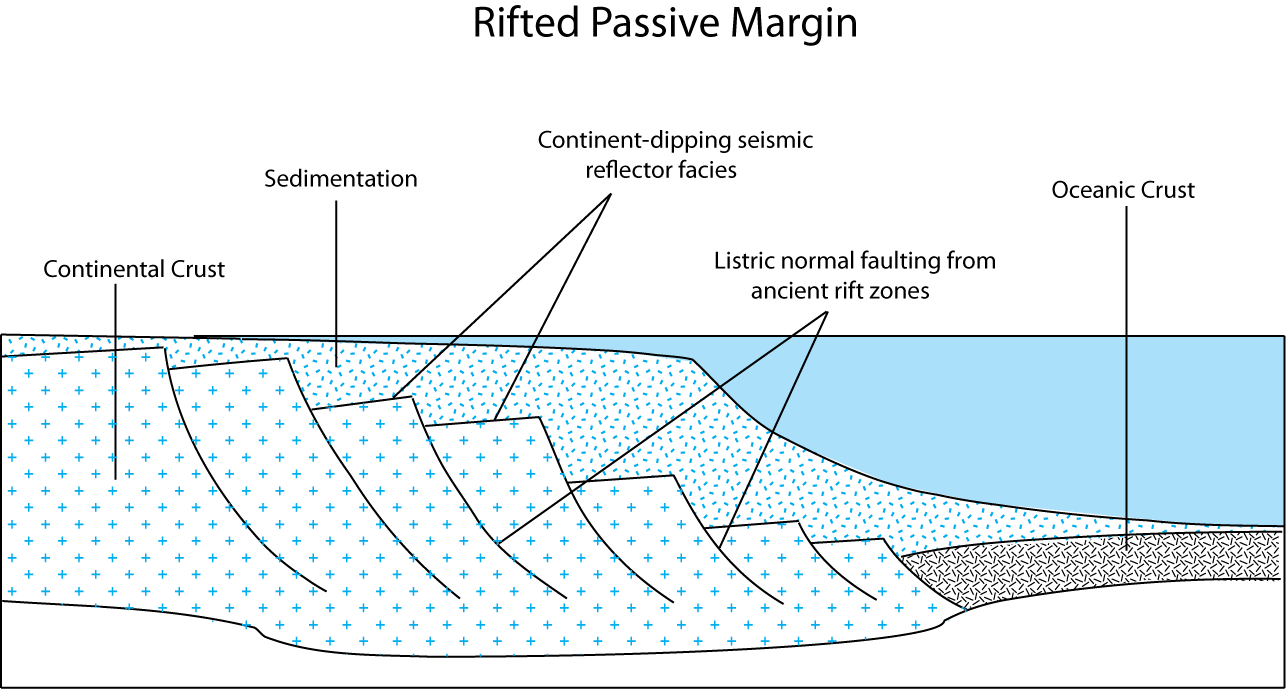
Prinzipdarstellung eines passiven Kontinentalrandes
Prinzipdarstellung einer Subduktionszone mit abtauchendem Ozeanboden und Vulkangürtel am aktiven Kontinentalrand
Schematische Darstellung einer Subduktionszone mit Backarc- und Forearc-Becken
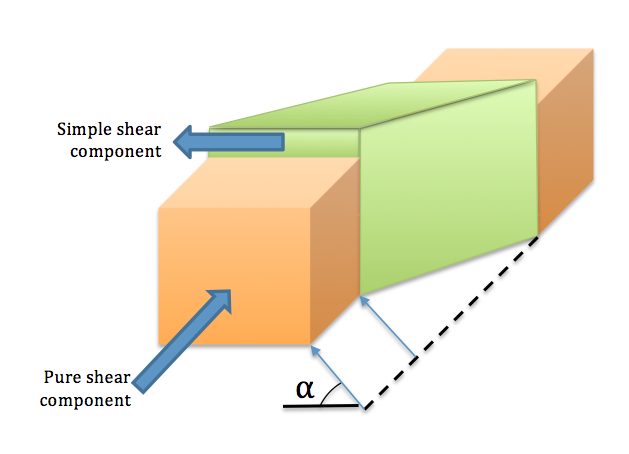
Prinzipdarstellung einer transpressiven Deformation

Im jüngsten Neoproterozoikum bis zum frühen Kambrium erfuhr der Kontinentalrand eine bedeutende Umwandlung in eine aktive Plattengrenze als Folge der globalen Reorganisation der Plattentektonik und Plattengrenzspannungen. Mit der Inversion der Dehnungsbewegungen setzte eine Konvergenz der ozeanischen und kontinentalen Lithosphärenplatten ein, wodurch die Kontinentalrandbecken infolge des westwärts subduzierenden Ozeanbodens geschlossen wurden. Entlang dieser Subduktionszone entwickelte sich ein aktiver Kontinentalrand. Dieser war gekennzeichnet durch die Bildung von Karbonatplattformen, klastischen und molasseartigen Sedimentationen, umfangreichem Kontinentalrandvulkanismus mit verschiedenartigen (bimodalen) Magmen, Inselbogenkollisionen, Forearc-Beckensedimentationen, tektonisch bedingten Krustenverkürzungen und -verdickungen, metamorphen Gesteinsüberprägungen sowie granitischen, gabbronitischen und pegmatitischen Intrusionen, transpressiven Deformationen zwischen dem Grundgebirge und suprakrustalen Gesteinspaketen sowie hochgradiger Reaktivierung des Grundgebirges.
Die tektonischen Prozesse im Ross-Orogen lassen sich prinzipiell vergleichen mit der Bildung der südamerikanischen Anden und der Entwicklung von Mikroplatten entlang von Sumatra und Japan.

#### Zeitlicher Rahmen
Kalkalkalischer Magmatismus deutet darauf hin, dass die Subduktion zwischen 550 und 530 mya begann. Die Geochronologie von Zirkonen aus detritischen (verschleppten) vom Inselbogen abstammenden Sandsteinen deutet jedoch darauf hin, dass bedeutsamer Magmatismus bereits um ca. 580 bis 560 mya auftrat. Regionale isotopische und geochemische Variationen in granitoiden Gesteinen zeigen zunehmende krustale Kraton-Komponenten, die sich am besten durch subduktionsbedingte Schmelzen unter einem östlichen Kontinentalrandbogen erklären lassen.
Im Zeitraum von 550 bis 520 mya erfuhren die nördlichen und zentralen Segmente (Nördliches und südliches Viktorialand) des Ross-Orogens frühe Kontraktionen und Transpressionen, während der südliche Abschnitt (mittleres Transantarktisches Gebirge) von anhaltender Sedimentation und Vulkanismus dominiert wurde.
Zwischen 520 und 480 mya traten im nördlichen Segment Deformationen und Stauchungen als Folge der Akkretion eines Inselbogens sowie Forearc-Sedimentationen aus flysch- und molasseartigen Ablagerungen auf. Im südlichen Abschnitt akkretierten magmatische Inselbogenkomplexe und Forearc-Becken. Der zentrale Bereich war durch fortgesetzte Transpression im kristallinen Grundgebirge und durch Kontraktionen in den suprakrustalen Komplexen gekennzeichnet. Im südlichen Segment des Orogens dominierten komplexe Carbonat- und Siliziklastika-Ablagerungen. Plutonismus und Vulkanismus waren in allen Bereichen weit verbreitet.

### Tektono-stratigraphische Einheiten
Das Ross-Orogen gliedert sich in mehrere Tektono-stratigraphische Einheiten. Diese werden dem nördlichen und südlichen Viktorialand sowie den mittleren Bereichen im Transantarktischen Gebirge zugeordnet.

#### Tektonische Einheiten im nördlichen Viktorialand
Die bedeutendsten geologischen Einheiten im nördlichen Viktorialand sind vom Westen nach Osten die Wilson Group, die Bowers Supergroup und die Robertson Bay Group.
Die Wilson Group besteht überwiegend aus quarz- und feldspathaltigen Glimmerschiefern, schichtweise abgelagerten Paragneisen sowie Migmatiten des unteren Paläozoikums. Sie war mit südlichen Bereichen des Delamerian Orogens verbunden. Die Bowers Group setzt sich zusammen aus mittelkambrischen bis unterordovizischen marinen vulkanischen und klastischen Sedimentgesteinen. Sie wird als Inselbogenkomplex interpretiert. Zwischen der Wilson Group und der Bowers Supergroup befindet sich eine Zone aus Glimmerschiefern mit eingelagerten Blöcken und Linsen aus mafischen und ultramafischen Gesteinen. Sie werden als abgetrennte Stücke der unteren Erdkruste und des Erdmantels angesehen. Weiterhin wurden eklogitische und coesithaltige Paragenesen (Mineralgesellschaften) identifiziert. Diese Zone repräsentiert die Geosutur zwischen diesen beiden Terranen. Die Robertson Bay Group ist charakterisiert durch marine turbiditische klastische Sedimentgesteine, entstanden im oberen Kambrium bis unteren Ordovizium.
Diese Terrane wurden unterschiedlich deformiert und regional von Plutonen durchdrungen. Die älteren Granitoide formen einen westlichen Gürtel aus dem oberen Kambrium bis unteren Ordovizium, in dem ein Übergang von S-Typ- in I-Typ-Granitintrusionen (siehe Granittypen) stattfand. Diese als Granite Harbor bezeichneten Intrusive korrelieren mit gleich alten plutonischen Gesteinen im übrigen Transantarktischen Gebirge. In östlichen Terranbereichen bildeten sich I-Typ-Granitoide aus. Sie bilden die devonischen Admiralty Intrusive. Die Grenze zwischen diesen Intrusionen wird je nach Betrachtungsweise als konvergente tektonische Zone angesehen oder als Akkretionsbereich von allochthonen Terranen interpretiert.
Die Gesteinspakete in diesen Terranen wurden unterschiedlich metamorph überprägt. In der Wilson Group reicht der Metamorphosegrad generell von mittelgradiger Amphibolit-Fazies im Osten bis zu hochgradiger Granulit-Fazies im Westen. Als Zeitraum hierfür werden 500 bis 470 mya angegeben. Die Paragenese in der Kontaktzone zwischen der Wilson Group und der Bowers Supergroup unterlag bei ihrer Entstehung einer hohen bis ultrahohen metamorphen Überprägung, während der sich von 500 bis 480 mya eine Eklogit-Fazies ausbildete. Nach der Exhumierung dieser Gesteine wurden sie mit unterer Amphibolit-Fazies überprägt. Die Bowers Supergroup und die Robertson Bay Group unterlagen einer niedergradigen metamorphen Überprägung, die von Prehnit-Pumpellyit-Fazies bis Grünschiefer-Fazies reicht. Diese Metamorphosen ereigneten sich zwischen 500 und 460 mya.

#### Tektonische Einheiten im südlichen Viktorialand

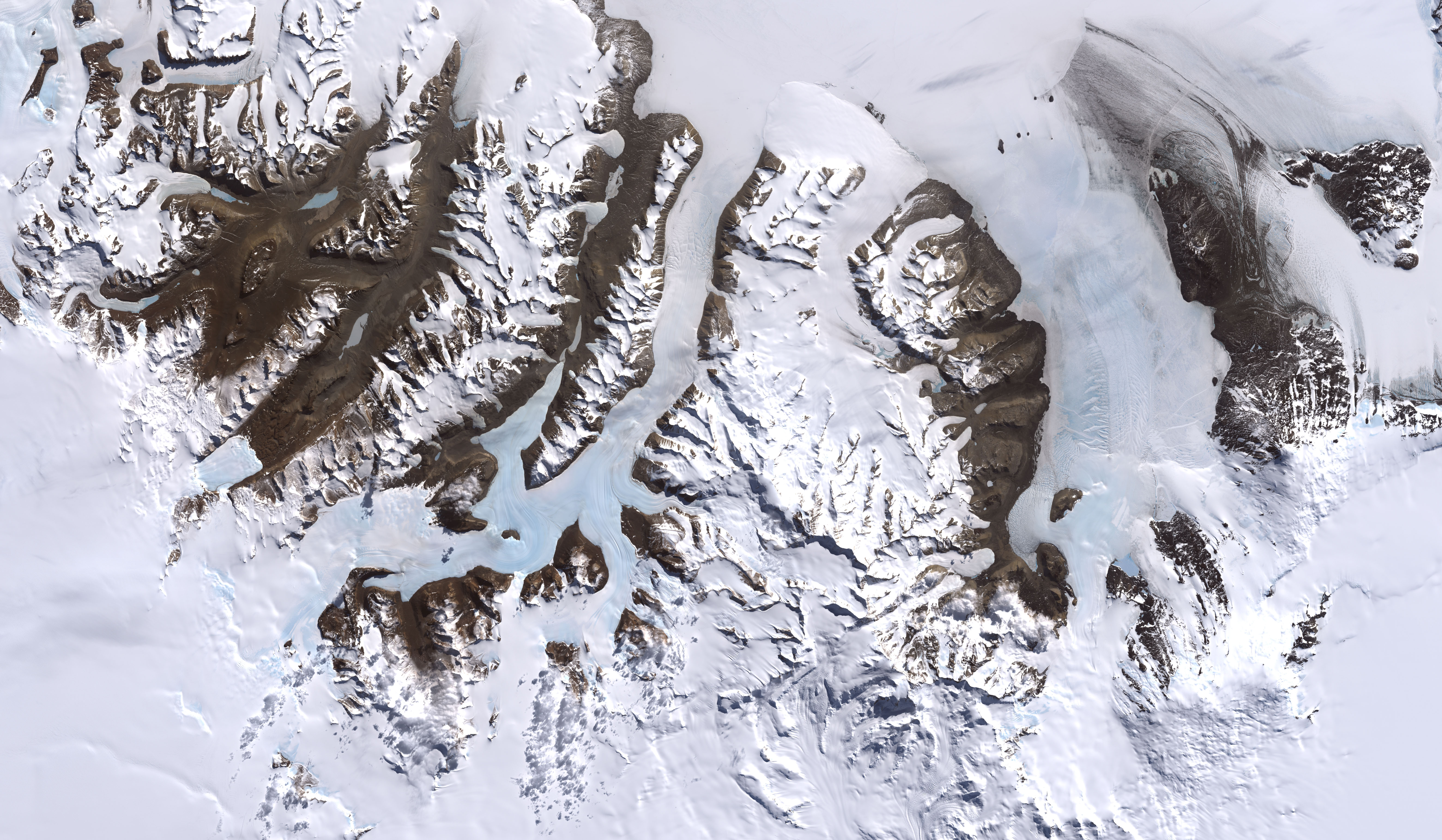
Landsat 7-Satellitenaufnahme der Dry Valleys
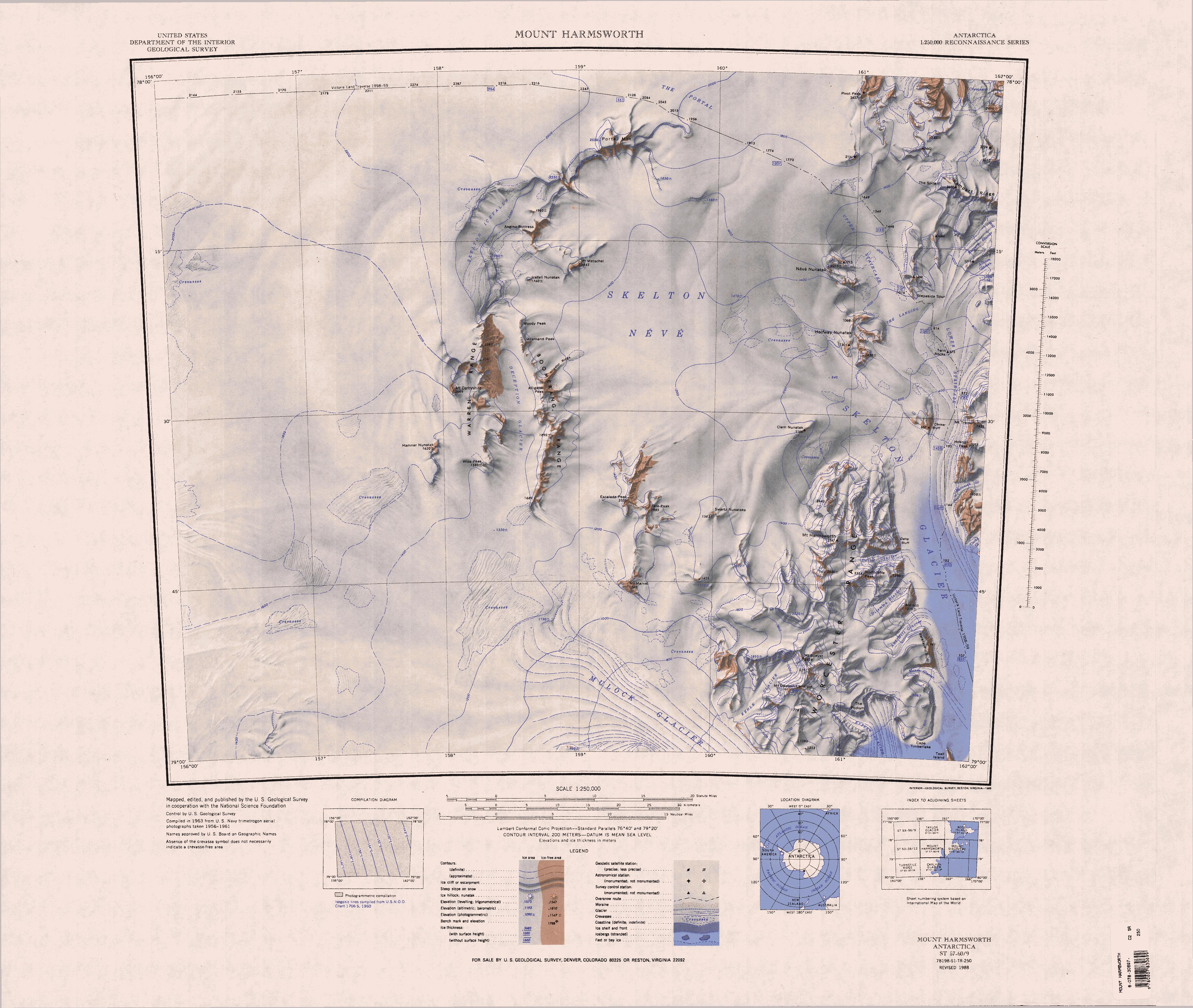
Karte mit dem Skelton-Gletscher
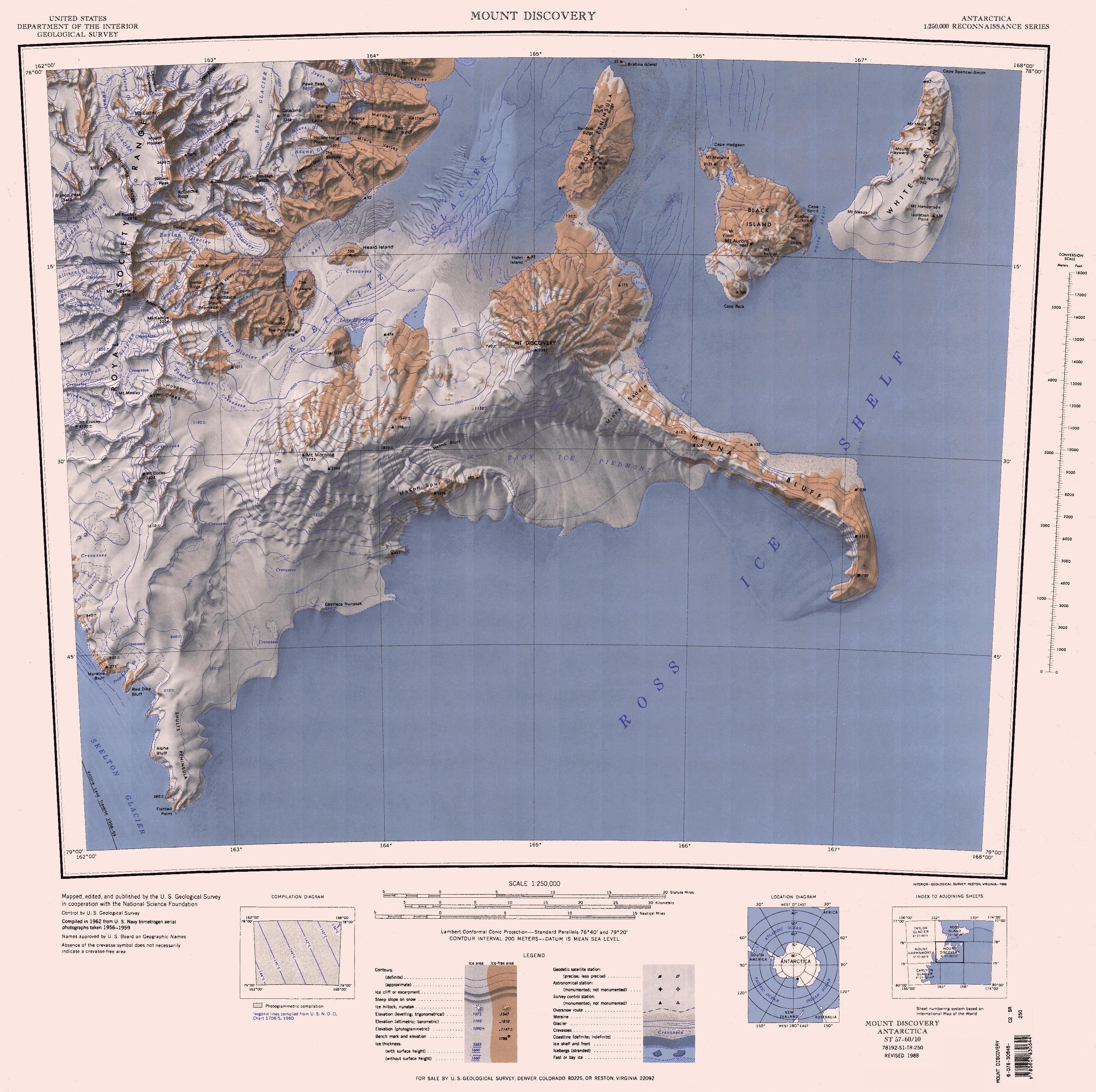
Karte mit dem Koettlitz-Gletscher

Im südlichen Viktorialand bildet sich ein komplexes polydeformiertes und metamorph überprägtes vulkano-sedimentäres System, das von umfangreichen Magmatiten überdeckt wurde. Diese werden den Granite Harbor zugeordnet. Es wird unterteilt in die Skelton Group und die Koettlitz Group. Pregranitische Gesteine der Skelton Group und der Koettlitz Group sind in getrennten Bereichen exponiert, aber beide umfassen Marmore, migmatitische Glimmerschiefer und Orthogneise, Amphibolite, Kalksilikatgneis, Metaarkosen und seltene pelitische Glimmerschiefer, die in unterschiedlichen Mächtigkeiten ineinander verschichtet sind. Es wird angenommen, dass die Siliziklastika und die calciumcarbonathaltigen Gesteine einem spätneoproterozoischen bis frühpaläozoischen Kontinentalrand entstammten. Sie korrelieren generell mit ähnlichen suprakrustalen Grabenbruchabfolgen im übrigen Transantarktischen Gebirge. Alter von detritischen Zirkonen ergaben Ablagerungszeiträume zwischen 1.050 und 535 mya sowie zwischen 950 und 551 mya. Intrudierte Plutone in den beiden Gruppen ergeben ein Mindestalter der Sedimentationen von 551 bis 535 mya.
Die regionale Aufteilung der beiden Gruppen erfolgte nicht nach lithostratigraphischen Merkmalen, sondern anhand von unterschiedlichen strukturellen und metamorphen Ausbildungen. Die metamorphe Bandbreite reicht von oberer Amphibolit-Fazies im nördlichen Bereich der Dry Valleys bis zur Grünschiefer-Fazies weiter südlich in der Nähe des Skelton-Gletschers. Der Koettlitz-Gletscher markiert die Grenze zwischen diesen hoch- und niedriggradigen Zonen. Vermutlich überdeckt er eine wichtige geologische Strukturgrenze. Alter von detritischen Mineralen lassen vermuten, dass die metasedimentären Gesteinspakete den gleichen Herkunftsgebieten entstammen.

#### Tektonische Einheiten im mittleren Transantarktischen Gebirge

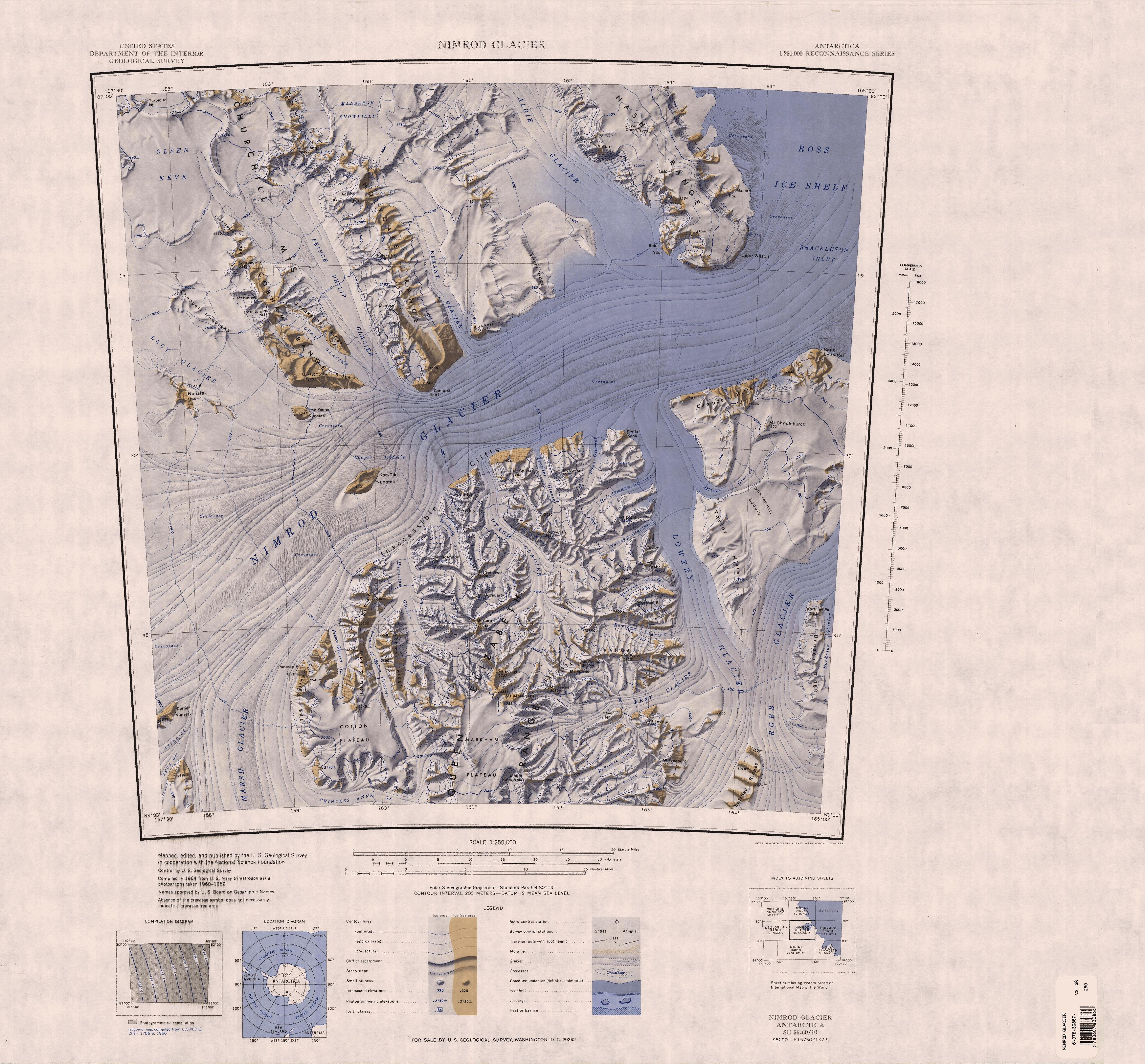
Karte um den Nimrod-Gletscher
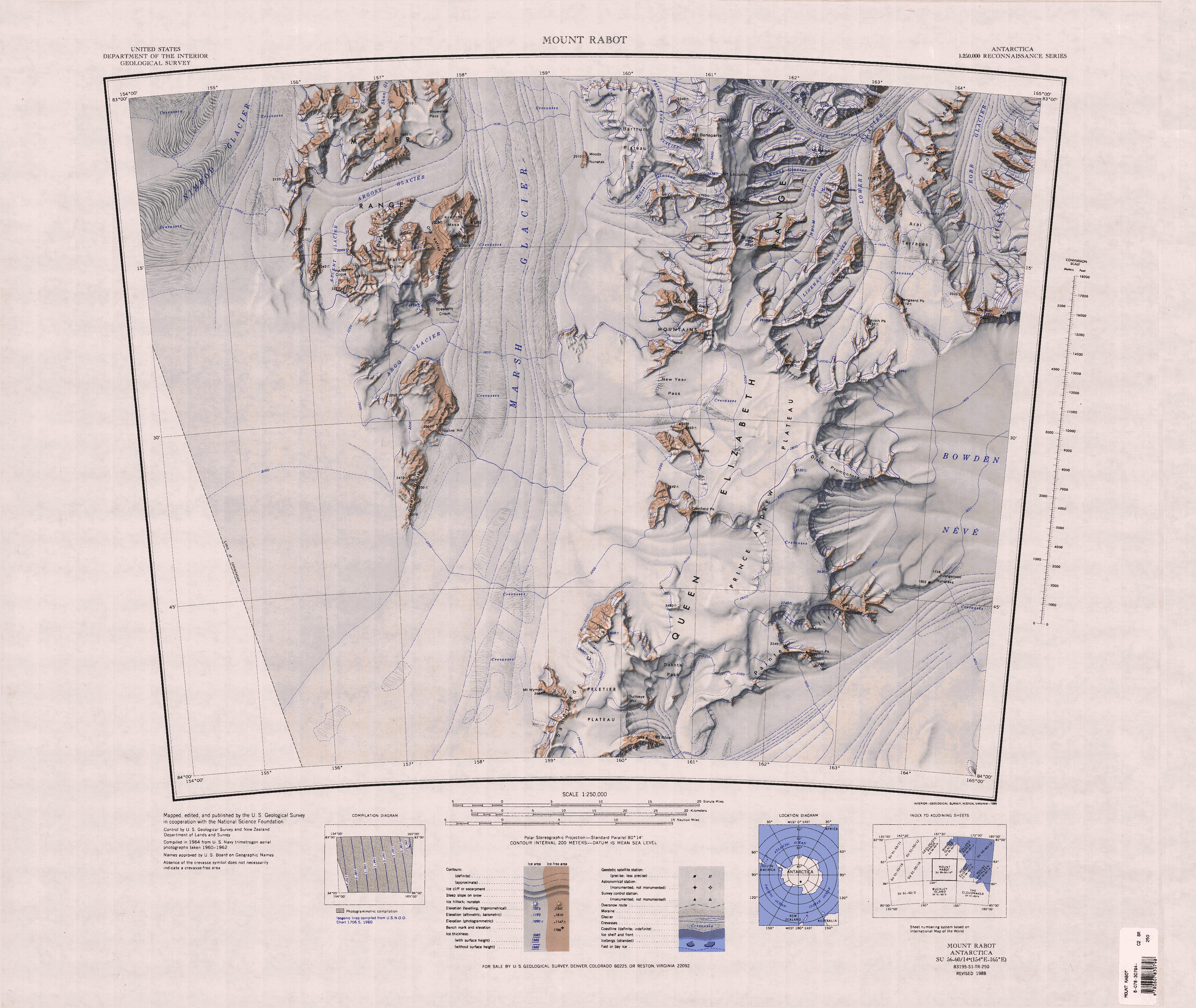
Karte um den Marsh-Gletscher
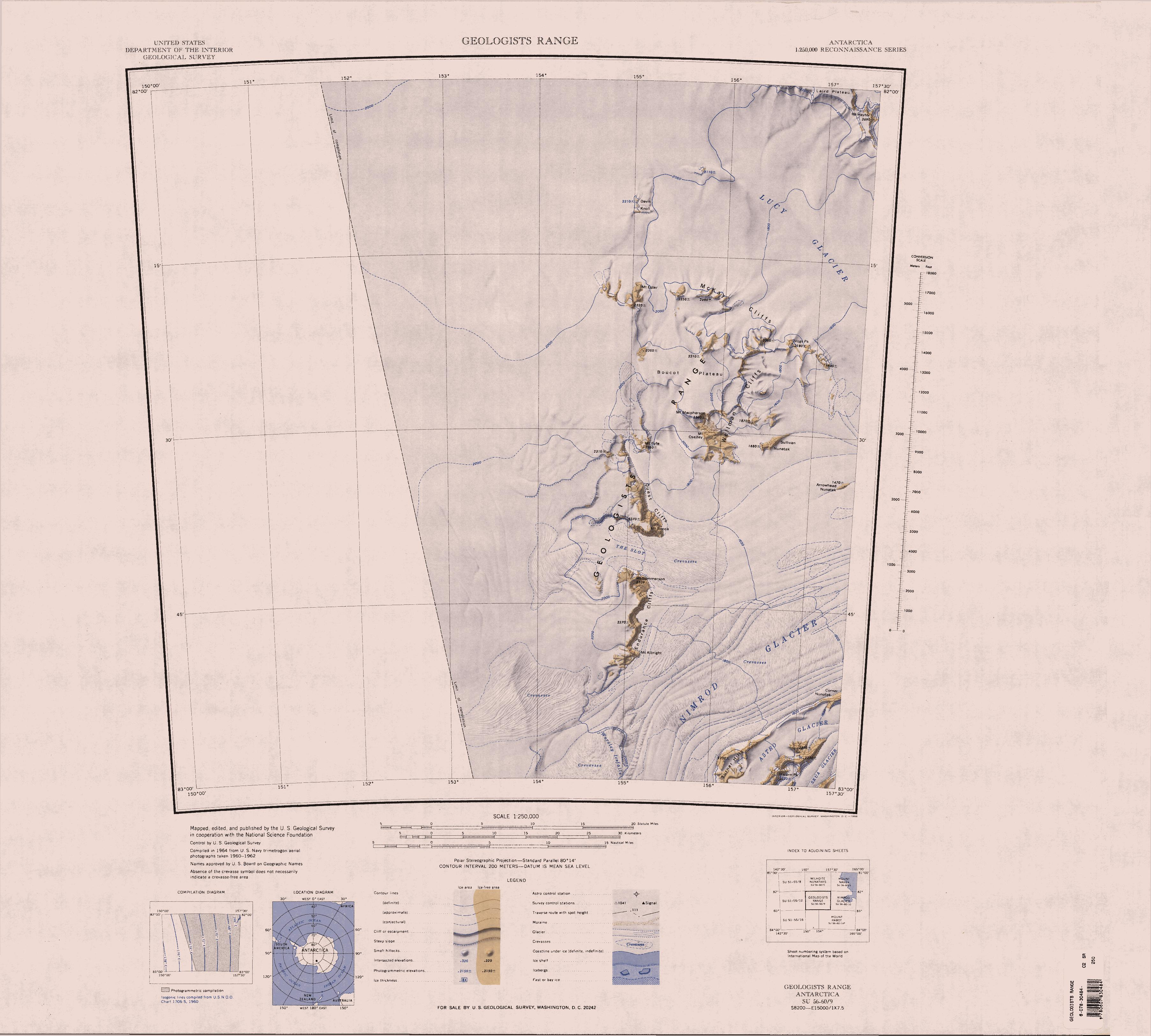
Karte um den Geologists Ranges
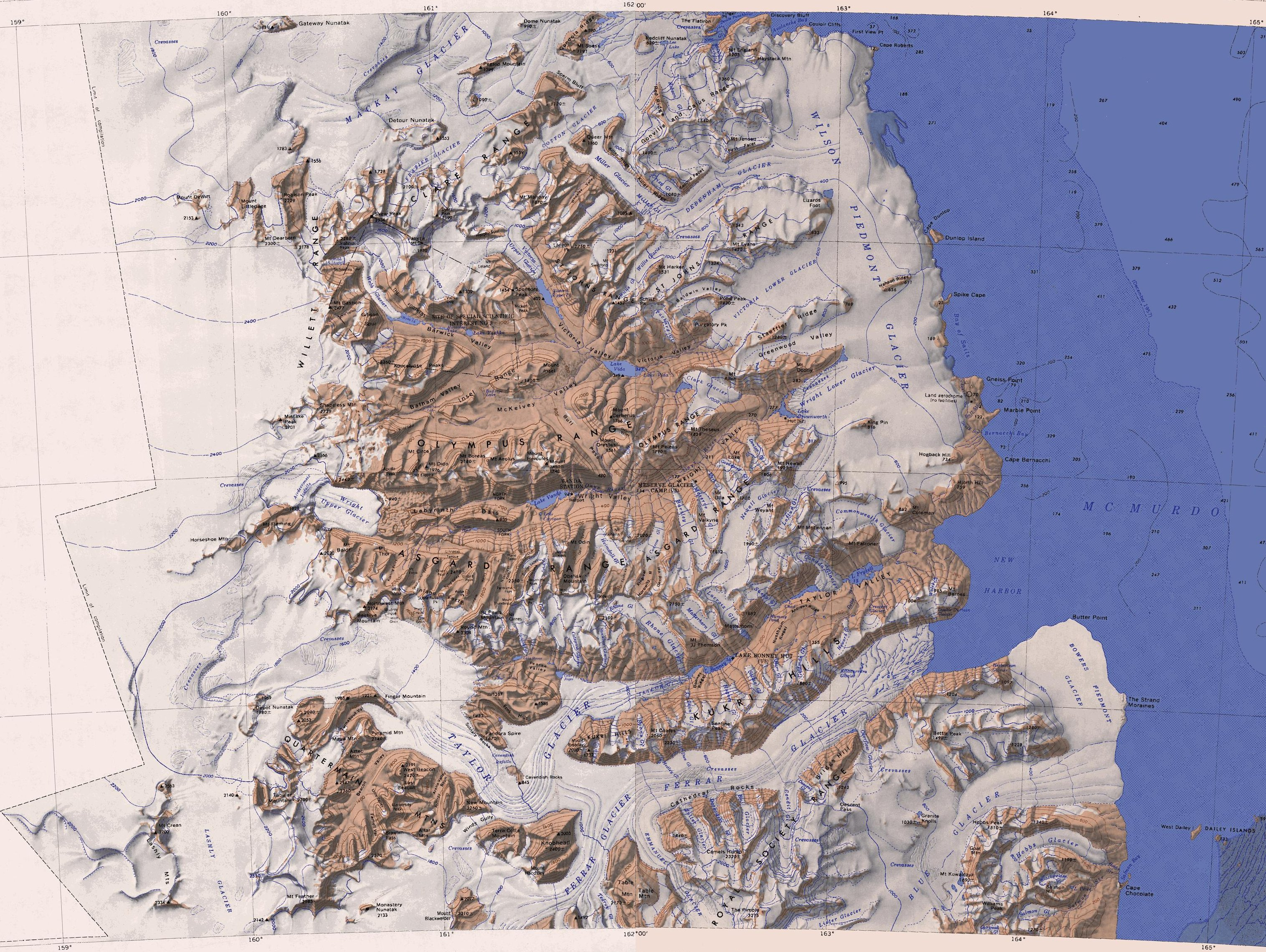
Topographische Karte der antarktischen Trockentäler mit den Kukri Hills in der unteren Hälfte

Im zentralen Transantarktischen Gebirge ist der einzige kristalline Grundgebirgsbereich des Ross-Orogens aufgeschlossen. Er beschränkt sich auf die benachbarten Miller-Range und Geologists Range. Charakteristisch ist die dortige hochgradig durchdringend deformierte und metamorph überprägte archaische bis proterozoische Nimrod Group. Die metasedimentären und metaplutonischen Lithostratigraphien umfassen pelitische Glimmerschiefer, glimmerhaltige Quarzite, Amphibolite, gebänderte quarzofeldspathaltige bis mafische Gneise, homogene Hornblende-Gneise in verschiedenen Variationen, kalksilikatische Gneise (siehe Gneis Einteilung), granitische bis gabbronitische Orthogneise, Marmore, Migmatite und Relikte von Eklogiten. Diese kommen als abgetrennte Blöcke innerhalb geschichteter Gneise vor und können aus unteren Krustenbereichen stammen.
Das Grundgebirge unterlag zwischen 540 und 485 mya starken tektono-thermischen Einflüssen durch die Ross-Orogenese. Hochgradige Prozesse wurden um 525 mya datiert. Eine kompositorisch vielfältige Folge von Magmatiten intrudierte in die Nimrod Group. Sie beinhalten u. a. Tonalite, Diorite und Granodiorite mit Alter zwischen 541 und 515 mya. Dies deutet auf eine ausgeprägte Reaktivierung des Grundgebirges hin. Die Hauptphase der metamorphen Ross-Überprägung des Grundgebirges erzeugte obere Amphibolit-Fazies bis untere Granulit-Fazies.
Östlich der Nimrod Group liegen die niedergradig beanspruchten siliziklastischen und calciumcarbonatischen suprakrustalen Einheiten der Beardmore und Byrd Group. Die untere sedimentäre Abfolge umfasst Grabenbruch- bis Passivrandablagerungen der Beardmore und unteren Byrd Group. Sie wurden überlagert durch weit verbreitete Molassesequenzen der oberen Byrd Group, die eine tiefgreifende Erosion des Ross-Orogens und eine erosive Exhumierung des magmatischen und metamorphen Grundgebirges repräsentieren. Die Beardmore Group entwickelte sich zwischen 670 und 520 mya, während die Byrd Group zwischen 545 und 531 mya entstand. In diese drangen zwischen ca. 540 und 480 mya die magmatischen Gesteine der Granite Harbour-Serie ein. Der metamorphe Grad ist gekennzeichnet durch regionale Grünschiefer-Fazies bis untere Amphibolit-Fazies. Die Metamorphose ereignete sich zwischen ca. 490 und 480 mya. Diese Alter entsprechen oder sind etwas jünger als das Einlagerungsalter der späten granitoiden Intrusionen in der Region.
Duktile tektonische Gefügeverformungen (Tectonite) in Gesteinen und Falten entstanden allgegenwärtig in der Nimrod Group während der Ross-Orogenese. Scherzonen im Nimrod-Grundgebirge verlaufen schräg zu Kontraktionsstrukturen der äußeren suprakrustalen Einheiten, was auf linksgerichtete (sinistrale) transpressive Plattenrandbewegungen hindeutet.
Die Erosion des Ross-Orogens führte u. a. zu ausgedehnten Rumpfflächen. Auf diesen lagerten sich Teilabschnitte der bis zu 4 Kilometer mächtigen Sequenz der Beacon Supergroup ab. Deren Sedimentierungszeitraum reicht vom Devon um 400 mya bis zum frühen Jura um 180 mya. Eine markante Formation bildet die Kukri Peneplain in den Kukri Hills.